# Карабурунски фар
Карабурунският фар (на гръцки: Φάρος Αγγελοχωρίου или Φάρος στο Μεγάλο Έμβολο) е морски фар на гръцкото беломорско крайбрежие. Намира се на нос Голям Карабурун (Мегало Емволо) на Солунския залив, край село Ангелохори, дем Солунски залив в административна област Централна Македония. В залива има още два фара - Вардарският западния бряг и Солунският в дъното.

## История
Фарът е построен в 1864 година от Френската фарова компания. Височината на кулата е 10,5 метра, а височината на фокусната равнина е 32 метра. Градежът е от масивни тухли, подобно на комините на първите индустриални сгради в Солун. Първоначално работи на маслен мазут. По време на Втората световна война германските окупационни власти го превръщат в картечно гнездо заради стратегическото му местоположение на входа на Солунския залив. Това води до бомбардирането на фара от съюзнически самолети, които сериозно го повреждат и той спира да работи. През 1948 година фарът е ремонтиран и отново отворен, като вече работи на ацетилен и е автоматизиран. През 1963 година фарът преминава на електричество и светлината му се вижда нощем на разстояние от 17 морски мили. През 1998 година е обявен за паметник на индустриалното наследство.
Пред фара, на скалистия бряг, в периода 1883-1885 година по османска поръчка немски инженери построяват великолепната Карабурунска крепост.